# جرب جالیز
جرب جالیز (نام علمی: Cladosporium cucumerinum) نام یک گونه از سرده کپک سبز سیاه است  که بر خیار تاثیر می گذارد.